# Chiesa di Santa Maria Assunta (Ne)
La chiesa di Santa Maria Assunta è un luogo di culto cattolico situato nel comune di Ne, in via Campo di Ne, nella città metropolitana di Genova. La chiesa è sede della parrocchia omonima del vicariato di Sturla e Graveglia della diocesi di Chiavari.

## Storia

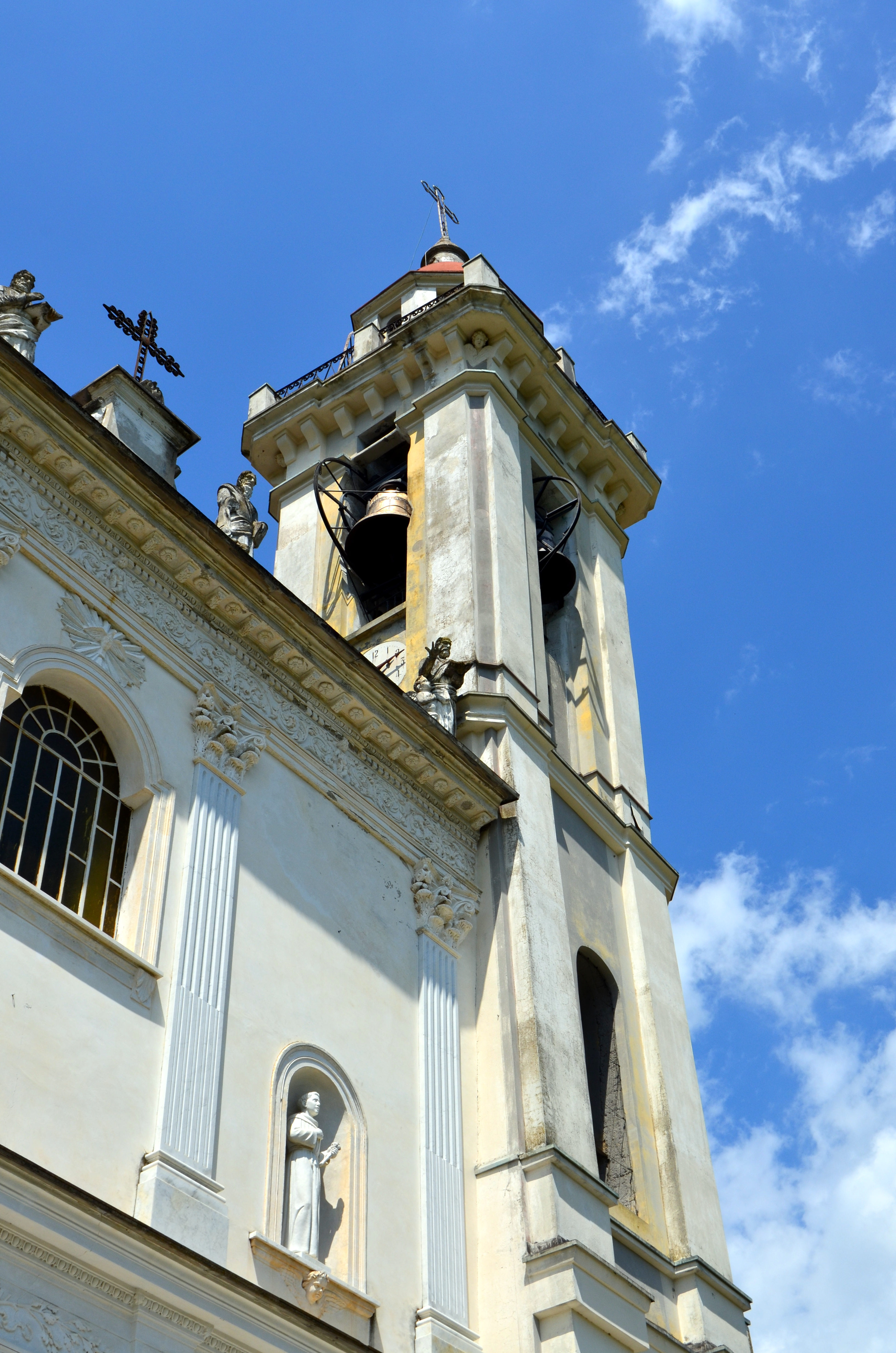
Il campanile

Secondo le fonti storiche un primo edificio religioso fu edificato in un periodo anteriore all'anno 1000 e dedicato a san Gottardo, devozione portata nella valle di Ne dai monaci benedettini della vicina prioria di Sant'Eufemiano in Graveglia.
L'intitolazione verso santa Maria Assunta avvenne quindi in un'epoca più tardiva, sicuramente dopo il 1232 dove un rogito del 6 novembre cita espressamente, come primo documento, la parrocchia di Santa Maria di Ne. Quest'ultima, come iscritto in un documento del 1311, divenne succursale della pieve di Santo Stefano di Lavagna.
La chiesa si mantenne nelle sue forme primitive fino al 1626 circa quando, con l'aumento della popolazione, si rese necessaria un'opera di ampliamento ad unica navata e che vide inoltre il ribaltamento del coro, precedentemente rivolto ad oriente, con la presenza di due altari laterali (dedicati a santa Caterina Vergine e Martire e a san Gottardo) e l'altare maggiore della Madonna Assunta. Gli altari in cotto diverranno nel totale cinque intorno al 1735 e sette dal 1746.

## Descrizione

### Gli esterni
La facciata dell'edificio, realizzata nel 1879, fu ristrutturata o recuperata nel 1895 così come visibile allo stato attuale. A grandezza naturale sono state realizzate e posizionate le otto statue raffiguranti i quattro Evangelisti (sopra la grondaia della copertura), la Madonna Assunta e San Gottardo (nelle nicchie in basso ai lati della porta principale), San Giovanni Battista e Sant'Antonio di Padova (nelle nicchie in alto ai lati del finestrone).
Tra la chiesa e l'attigua canonica è stato eretto l'alto campanile, di 30 metri circa. Fino al 1771 le campane erano due; nel 1878 fu aggiunto il timpano, che fu collocato alla sommità della torre per aumentarne il suono delle campane, ma rimosso nel 1929 per guasti sopraggiunti.

### Gli interni

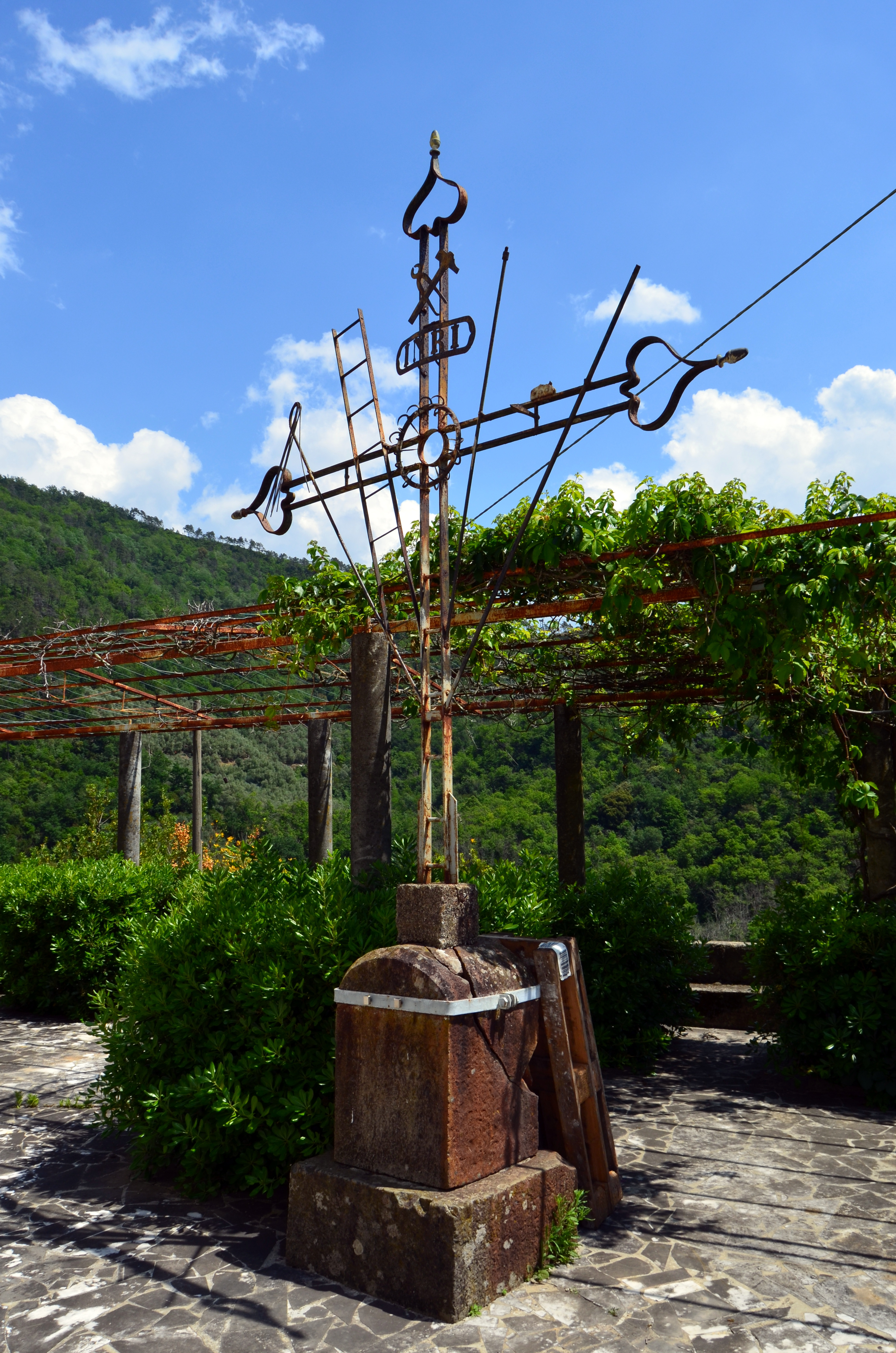
Particolare della croce a ricordo di una missione

La chiesa è stata decorata, così come cita un'iscrizione del 1868, da Giovanni Portogallo con stucchi e marmi visibili lungo le pareti dell'edificio e negli altari laterali. Proprio il marmo è il principale materiale decorativo utilizzato per i pavimenti della chiesa e del presbiterio oltreché del bianco battistero con piccola cupola. La volta della chiesa è stata invece affrescata dal pittore Giuseppe Carossini nel 1867 con raffigurazioni nei medaglioni dei quattro Evangelisti e dell'Assunzione di Maria in Cielo.
Il marmoreo pulpito, scolpito nel 1862 dai fratelli Bianchetti di Lavagna, è considerato tra gli elementi architettonici più pregevoli della chiesa per le sue spiccate decorazioni e somigliante ai pulpiti presenti nelle parrocchiali di San Lorenzo di Cogorno, di Sant'Antonino di Breccanecca, della basilica di San Siro di Genova e del santuario di Nostra Signora del Carmine a Lavagna.
I sette altari in cotto del 1746 sono dedicati - da destra - il primo a sant'Antonio di Padova con la presenza di un'ancona e due statue del santo ai lati; il secondo a san Giovanni Battista con la statua lignea omonima proveniente (come tutto l'altare) dalla sconsacrata chiesa di San Francesco di Chiavari; il terzo al Santissimo Crocifisso e già intitolato, nel 1835, al Sacro Cuore di Gesù.
Nella parte sinistra il quinto è dedicato a san Gottardo con la statua lignea del santo databile al 1875 e realizzata dallo scultore savonese Antonio Brilla; il sesto è intitolato alla Madonna del Rosario, detto anche "altare delle anime" per le messe in suffragio dei defunti, con omonima effigie in legno e quindici tavolette dei Misteri del Rosario; il settimo è dedicato a san Giuseppe, ma originariamente intitolato a santa Caterina per la presenza di un dipinto raffigurante, oltre la santa, san Filippo Neri e sant'Apollonia.
Nell'altare maggiore della Madonna Assunta in Cielo è conservato il trittico in legno, realizzato nel 1546 dal pittore Teramo Piaggio, con le raffigurazioni della Vergine Maria con i santi Michele Arcangelo e Bernardo di Chiaravalle; nella cimasa e nello zoccolo sono raffigurati, rispettivamente, l'Ecce Homo e l'Ultima Cena di Gesù con i dodici apostoli. Nella zona del presbiterio, nelle nicchie interne, sono esposte le sculture della Madonna Assunta in Cielo e della Madonna col Bambino e sant'Antonio di Padova. Tombe sepolcrali, alcune risalenti al 1763, sono collocate lungo la navata.
L'organo presente è stato costruito nel 1885 dalla ditta Agati di Pistoia. In sacrestia sono custoditi artistici armadi in legno di noce provenienti dalla soppressa chiesa dei frati di Recco e dall'ex chiesa di San Francesco di Chiavari.